# Campo Novo de Rondônia
Campo Novo de Rondônia este un oraș în Rondônia (RO), Brazilia.